# 秋月種樹
秋月 種樹（あきづき たねたつ）は、幕末・明治期の政治家。日向国高鍋藩の世嗣。貴族院議員、参与、明治天皇侍読。詩文に優れ、書家としても知られた。

## 経歴
9代高鍋藩主・秋月種任の三男として生まれる。安井息軒、塩谷宕陰らに師事する。若年より英明で知られ、秋月楽山は小笠原明山（長行）、本多静山（正訥）と並んで”学問界の三公子”と称された。文久2年（1862年）11月14日、部屋住みの身でありながら幕府学問所奉行に登用される。文久3年（1863年）6月26日、兄種殷の養子となる。同年9月28日、若年寄格との兼任を命じられた。秋月家は2万7000石の外様大名であり、異例の抜擢であった。元治元年（1864年）5月28日、学問所奉行を解任されて、将軍徳川家茂の侍読に任じられた。
慶応3年（1867年）6月21日、若年寄に任ぜられるものの、幕府は長州征伐に失敗し既にその威信は失われており、種樹は病と称して拝命にも出仕にも応じなかった。これに幕府側は医師を遣わすとまで言いだし、高鍋藩士の水筑小一郎・黒木鷲郎兄弟は薩摩藩と謀り、品川湊に停泊中であった薩摩の翔凰丸に種樹を乗せ脱出させた。翔凰丸は幕府の戦艦の砲撃により大破しながらもどうにか兵庫に辿り着いたのであるが、江戸では翔凰丸が撃沈されたとの風聞が立ち、種樹も運命を共にしたのではないかとされた。それより然る後に大政奉還が成り、種樹は改めて江戸城へ出仕し同年12月25日に若年寄の辞意が認められた。
慶応4年（1868年）2月10日、上洛し、新政府支持の姿勢を示した。同年2月、新政府の参与に就任した。内国事務局に配属された。その後、公議所議長・左院少議官などを歴任した。明治5年（1872年）、海外遊学。明治7年（1874年）5月13日、種殷の死去により家督を相続した。明治8年（1875年）7月2日から明治13年（1880年）8月19日まで元老院議官を務めた。元老院議官在任中の明治10年（1877年）に西南戦争が勃発すると、三好退蔵とともに旧高鍋藩士に西郷隆盛率いる私学校軍へくみしないように尽力するも、坂田諸潔や石井習吉、弟の秋月種事らが高鍋隊または福島隊として私学校側についてしまい、弟の種事は鹿児島の城山にて戦死する。
明治14年（1881年）4月2日、隠居し、息子の種繁に家督を譲った。明治23年（1890年）6月12日、元老院議官に再任され、同年10月20日、元老院が廃止され非職となり錦鶏間祗候を仰せ付けられた。明治27年（1894年）1月23日、貴族院勅選議員になった。
明治37年（1904年）10月、病のため没する。享年71。従二位勲二等に叙せられる。

## 栄典
- 1890年（明治23年）12月26日 - 勲三等瑞宝章[7]